# Airinė Palšytė
Airinė Palšytė (née le 13 juillet 1992 à Vilnius) est une athlète lituanienne, spécialiste du saut en hauteur.

## Biographie

### Carrière chez les jeunes

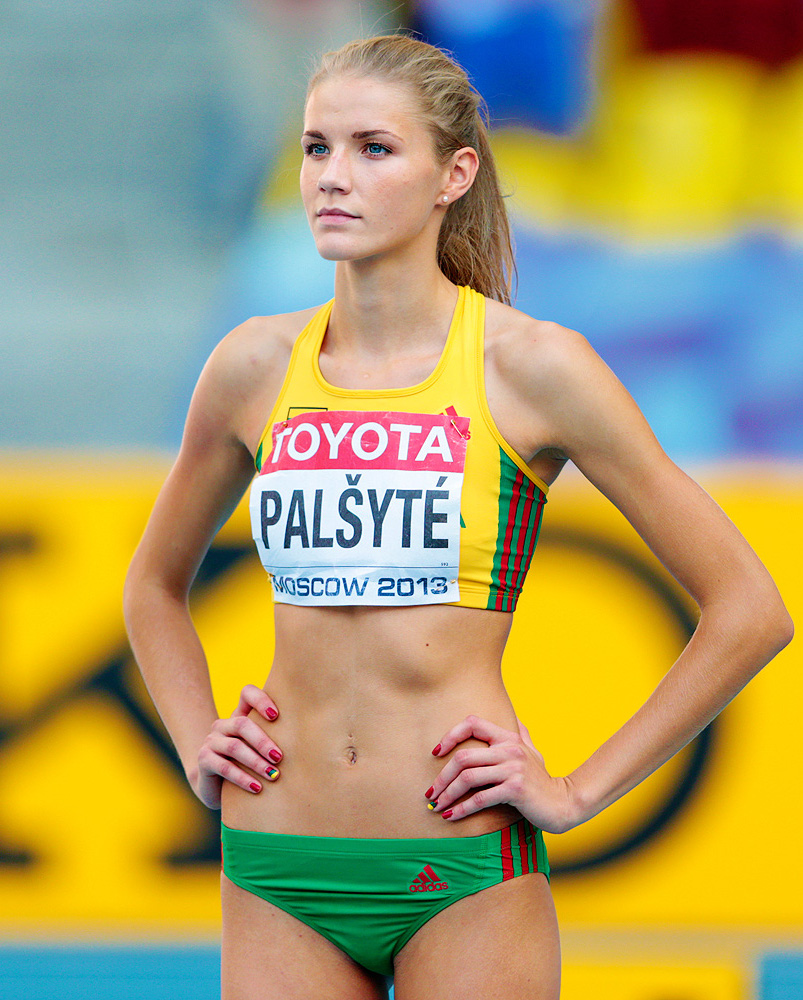
Airine Palsyte lors des Championnats du monde 2013

Sa première compétition internationale est le Festival olympique de la jeunesse européenne de 2009 où elle se qualifie pour la finale mais y renonce par la suite pour blessure. Ensuite, elle prend part aux Championnats du monde jeunesse à Bressanone (Italie) où elle termine au pied du podium avec 1,82 m. 
En 2010, elle améliore le record national junior à Vilnius avec 1,92 m. Elle est ensuite éliminée en qualifications des Championnats du monde en salle de Doha (1,85 m). Elle égale ce record national junior en plein air le 20 juin 2010 à Budapest où elle se classe deuxième des Championnats d'Europe par équipes derrière Emma Green. et en salle le 30 janvier 2010 à Vilnius. Elle devient vice-championne du monde junior à Moncton le 25 juillet 2010. En 2011, elle égale le record national en 1,96 m pour une médaille d'argent à l'Universiade d'été de Shenzhen, devancée aux essais par Brigetta Barrett.
Aux mondiaux en salle d'Istanbul, elle est la première éliminée avec 1,92 m. Aux Championnats d'Europe d'Helsinki elle se qualifie avec 1,90 m, sa meilleure performance de la saison, avant de finir 9e de la finale (1,89 m) remportée par Ruth Beitia (1,97 m). Aux Jeux olympiques, elle se classe 11e de la finale avec 1,89 m pour sa 1re participation aux Jeux. 
Airinė Palšytė remporte la médaille d'argent des championnats d'Europe espoirs de 2013 avec 1,92 m, derrière l'Italienne Alessia Trost (1,98 m). Elle se qualifie quelques semaines plus tard en finale des championnats du monde de Moscou, compétition où elle termine avant dernière en 1,89 m avant d'échouer à 1,93 m.
Lors de la saison en salle, aux Championnats de Lituanie, elle améliore son propre record national en franchissant la hauteur d'1,97 m. Elle se classe 3e au rang mondial de la saison. Aux mondiaux en salle de Sopot, elle est à nouveau éliminée, échouant à 1,95 m.
Le 27 juillet, Palsyté établit un record national en franchissant 1,98 m à son 3e essai. Malheureusement, elle ne se classe que 13e des championnats d'Europe de Zurich avec 1,90 m. La semaine suivante, elle remporte le meeting d'Eberstadt en égalant ces 1,98 m dès le 1er essai. Elle échoue ensuite de peu à 2,00 m. Elle clôt sa saison lors du Dagens Nyheter Galan de Stockholm avec 1,94 m derrière la Russe Mariya Kuchina, sous des conditions météorologiques désastreuses.

### Entre records et blessures (2015)

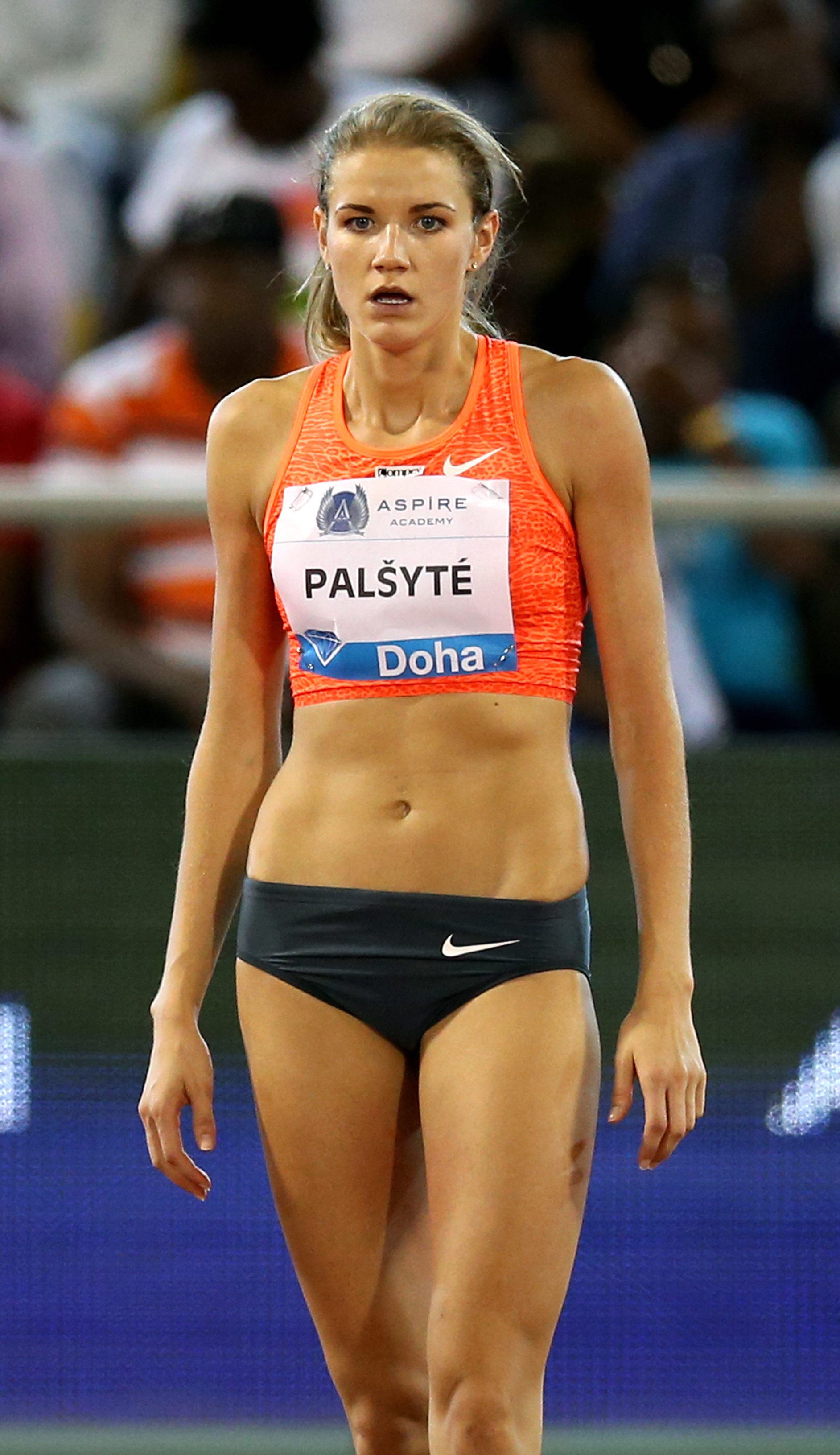
Palšytė lors du meeting de Doha en mai 2015.

Airine Palsyté fait sa rentrée au meeting d'Hustopeče où elle se classe 3e avec 1,92 m, derrière Alessia Trost et Ruth Beitia. Trois jours plus tard, elle se rend au meeting de Cottbus où elle égale son propre record de Lituanie avec 1,98 m. Elle est toutefois devancée par la Polonaise Kamila Lićwinko (2,00 m).
Le 20 février lors des Championnats de Lituanie à Klaipéda, Airine améliore son record personnel à 1,99 m avant d'échouer par trois fois à 2,01 m. Fait rare, la barre a été malencontreusement positionée à 1,986 m par les juges. Par conséquent, l'IAAF officialise sa performance à 1,98 m car selon les règles de la Fédération Internationale, « l'erreur ne doit pas dépasser 1 mm »,. 
Deux semaines plus tard, elle échoue au pied du podium des Championnats d'Europe en salle en franchissant 1,94 m, battu aux essais pour la médaille de bronze par la Polonaise Kamila Lićwinko (1,94 m). La Russe Mariya Kuchina remporte le titre (1,97 m), devançant l'Italienne Alessia Trost. 
Elle remporte le 15 mai 2015 le meeting de Doha, qui est la première étape de la ligue de diamant avec la marque d'1,94 m. Elle se blesse lors du meeting de Birmingham mais reprend rapidement la compétition lors des Universiade à Gwangju où elle remporte la médaille d'or avec un saut à 1,84 m. Elle stoppe ensuite son concours, préférant se préserver. Le 7 août à Palanga, elle devient championne de Lituanie avec 1,95 m, ratant ensuite par trois fois à 1,97 m.

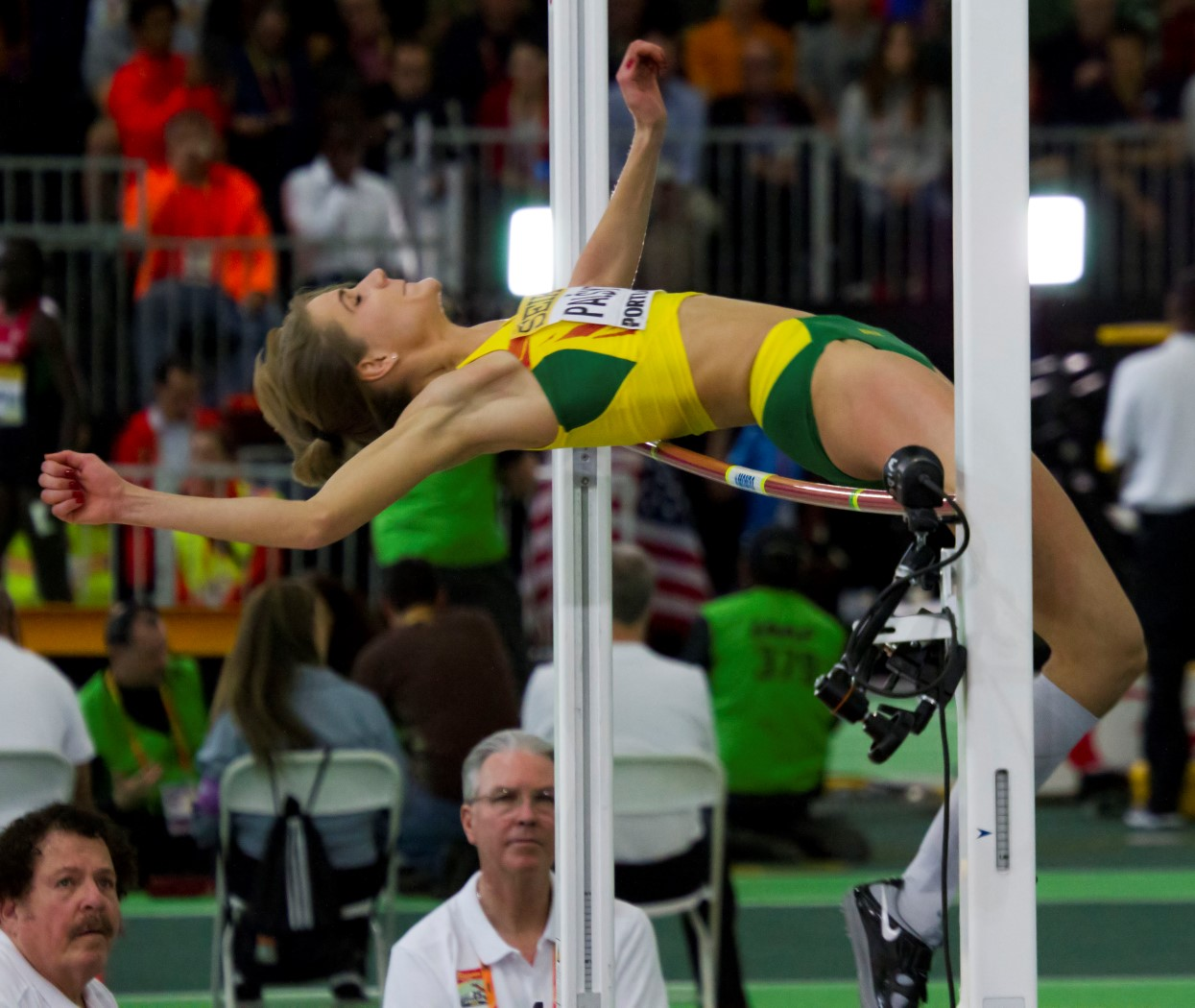
Airinė Palšytė aux mondiaux en salle 2016.

Elle est la 1re éliminée des qualifications des Championnats du monde de Pékin avec 1,89 m, des problèmes de dos l'empêchant de s'exprimer complètement. Elle met ensuite un terme à sa saison.
La Lituanienne ouvre sa saison en salle le 27 janvier 2016 à Cottbus où elle réalise un concours parfait avec toutes ses barres à son 1er essai jusque 1,97 m, meilleure performance mondiale de l'année. Elle échoue de peu à 2,00 m, dans sa tentative de record national.
Le 20 mars 2016, Palsyté échoue au pied du podium des championnats du monde en salle de Portland avec 1,96 m, échouant à 1,99 m. Le 7 juillet, à l'occasion des Championnats d'Europe d'Amsterdam, la Lituanienne devient vice-championne d'Europe ex-aecquo avec la Bulgare Mirela Demireva grâce à saut un à 1,96 m. Elle n'est devancée que par Ruth Beitia (1,98 m).
Elle se classe 13e de la finale des Jeux olympiques de Rio avec 1,88 m.

### Barre des2 mètreset championne d'Europe en salle (2017)

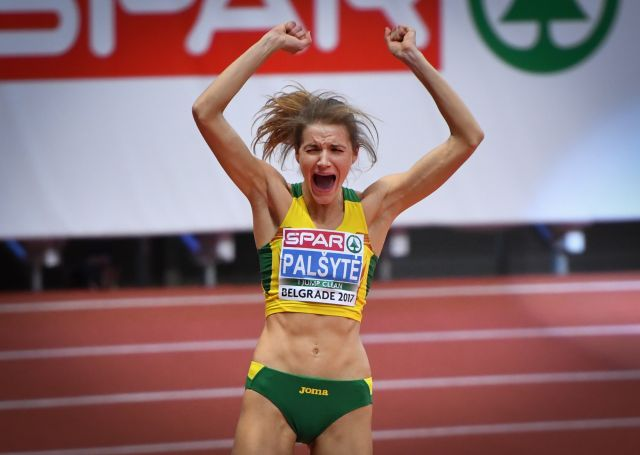
Airinė Palšytė célébrant son saut à 2.01 m lors de l'Euro Indoor de Belgrade.

Airiné Palsyté ouvre sa saison 2017 le 25 janvier à Cottbus où elle égale la MPMA de Ruth Beitia avec 1,95 m. 
3 jours plus tard, après avoir approché cette barre depuis 3 saisons, elle franchit pour la 1re fois la barre des 2,00 m à Vilnius et établit à cette occasion un record national, une meilleure performance mondiale de l'année et s'inscrit ainsi parmi les favorites pour le titre européen à Belgrade.
Le 4 mars, lors de l'Euro en salle de Belgrade, Palšytė décroche la médaille d'or en battant la championne olympique Ruth Beitia, en effaçant une barre à 2,01 m. Cette superbe performance est une meilleure performance mondiale de l'année ainsi qu'un record national. C'est par ailleurs son 1er titre international majeur.
Pour sa première compétition de la saison estivale, lors du Prefontaine Classic de Eugene, la Lituanienne est contrainte d'abandonner après un seul saut à 1,84 m zn eaison de douleurs dans la jambe. Du fait de cette blessure, la championne d'Europe en salle n'ouvre sa saison estivale que le 20 juillet, à l'occasion des championnats nationaux à Palanga : elle remporte un énième titre avec une modeste performance d'1,85 m. Non-déçue de cette performance, elle déclare avoir réalisé des sauts à 1,90 m pendant ses deux semaines de stage et qu'elle a toujours l'espoir d'une bonne performance aux championnats du monde de Londres. 
Le 12 août, lors de la finale des championnats du monde, elle termine à la 7e place avec 1,92 m. Le 28 août 2017, elle décroche la médaille de bronze de l'Universiade à Taipei avec 1,91 m, dans un duel acharné avec Oksana Okuneva qui l'obligea à tenter un essai à 2,00 m pour s'emparer de la médaille d'or.
Le 10 août 2018, la Lituanienne termine 4e des championnats d'Europe de Berlin avec un saut à 1,96 m, sa meilleure performance de la saison. Elle est devancée aux essais pour la médaille de bronze par l'Allemande Marie-Laurence Jungfleisch. Mariya Lasitskene remporte le titre devant Mirela Demireva.
Le 30 janvier 2019, à Cottbus, elle signe sa meilleure performance de la saison avec 1,98 m. Elle échoue de peu à 2,00 m et 2,02 m, pour un nouveau record national.
Le 28 juin 2024, elle remporte un nouveau titre national en franchissant 1,97 m, minima olympiques pour les Jeux olympiques de Paris et surtout son meilleur saut en plein air depuis dix ans, août 2014.

## Vie privée
Elle est en couple avec le sprinter Kostas Skrabulis.

## Palmarès
| Date | Compétition                       | Lieu           | Résultat | Marque |
| ---- | --------------------------------- | -------------- | -------- | ------ |
| 2009 | Championnats du monde cadets      | Bressanone     | 4e       | 1,82 m |
| 2010 | Championnats d'Europe par équipes | Budapest       | 2e       | 1,92 m |
| 2010 | Championnats du monde juniors     | Moncton        | 2e       | 1,89 m |
| 2011 | Championnats d'Europe par équipes | Novi Sad       | 2e       | 1,89 m |
| 2011 | Championnats d'Europe juniors     | Tallinn        | 2e       | 1,91 m |
| 2011 | Universiade                       | Shenzhen       | 2e       | 1,96 m |
| 2012 | Championnats d'Europe             | Helsinki       | 9e       | 1,89 m |
| 2012 | Jeux olympiques                   | Londres        | 10e      | 1,89 m |
| 2013 | Championnats d'Europe par équipes | Kaunas         | 2e       | 1,88 m |
| 2013 | Championnats d'Europe espoirs     | Tampere        | 2e       | 1,92 m |
| 2013 | Championnats du monde             | Moscou         | 11e      | 1,89 m |
| 2014 | Championnats d'Europe             | Zurich         | 13e      | 1,90 m |
| 2015 | Championnats d'Europe en salle    | Prague         | 4e       | 1,94 m |
| 2015 | Coupe d'Europe des clubs          | Mersin         | 1re      | 1,90 m |
| 2015 | Universiade                       | Gwangju        | 1re      | 1,84 m |
| 2016 | Championnats du monde en salle    | Portland       | 4e       | 1,96 m |
| 2016 | Championnats d'Europe             | Amsterdam      | 2e       | 1,96 m |
| 2016 | Jeux olympiques                   | Rio de Janeiro | 13e      | 1,88 m |
| 2017 | Championnats d'Europe en salle    | Belgrade       | 1re      | 2,01 m |
| 2017 | Championnats du monde             | Londres        | 7e       | 1,92 m |
| 2017 | Universiade                       | Taipei         | 3e       | 1,91 m |
| 2018 | Championnats d'Europe             | Berlin         | 4e       | 1,96 m |
| 2019 | Championnats d'Europe en salle    | Glasgow        | 3e       | 1,97 m |

## Records
| Épreuve         | Épreuve   | Marque      | Lieu             | Date                         |
| --------------- | --------- | ----------- | ---------------- | ---------------------------- |
| Saut en hauteur | Plein air | 1,98 m (NR) | Kaunas Eberstadt | 27 juillet 2014 24 août 2014 |
| Saut en hauteur | En salle  | 2,01 m (NR) | Belgrade         | 4 mars 2017                  |